# Richard Dunne

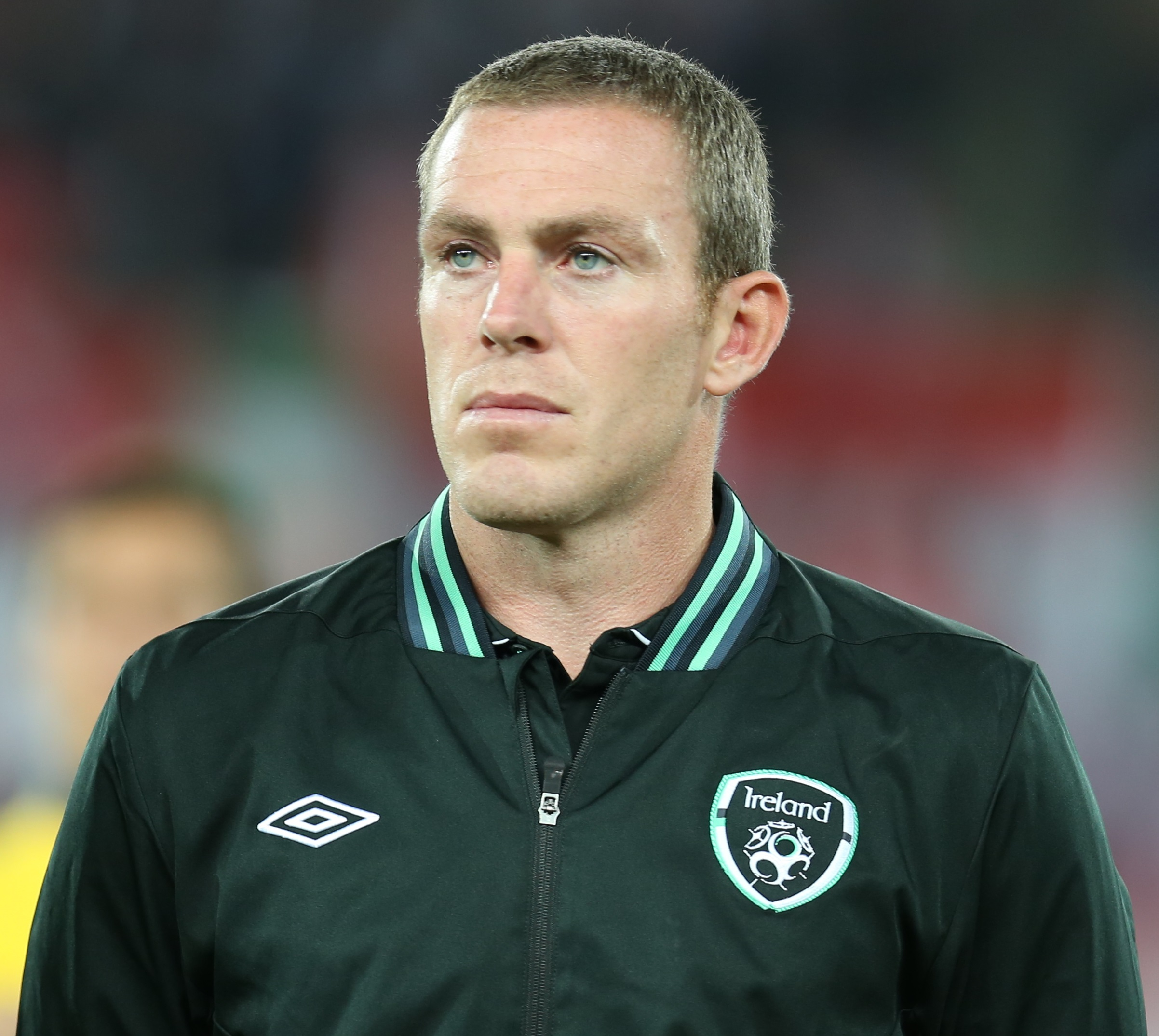
Richard Dunne (2013)

Richard Patrick Dunne (* 21. září 1979, Dublin, Irsko) je bývalý irský fotbalový obránce a reprezentant. Hrál na postu stopera (středního obránce). Během své profesionální fotbalové kariéry působil v Anglii.

## Klubová kariéra
- Everton FC (mládež)
- Everton FC 1996–2000
- Manchester City FC 2000–2009
- Aston Villa FC 2009–2013
- Queens Park Rangers FC 2013–2015

## Reprezentační kariéra
Nastupoval v irské mládežnické reprezentaci U19.
Za reprezentační A-mužstvo Irska debutoval 26. 4. 2000 v přátelském utkání v Dublinu proti reprezentaci Řecka (prohra 0:1). Zúčastnil se MS 2002 v Japonsku a Jižní Koreji (jako náhradník zde neodehrál žádný zápas) a EURA 2012 v Polsku a na Ukrajině.
Dunne odehrál v letech 2000–2013 za irský národní tým celkem 80 zápasů a vstřelil 8 branek.